# Bon Appétit (píseň, Katy Perry)
„Bon Appétit“ je píseň z alba Witness americké zpěvačky Katy Perry s hostem americké hip hopové skupiny Migos. Skladba byla vydána 28. dubna 2017 jako druhý singl z její pátého studiového alba Witness. Oficiální videoklip vydala zpěvačka 12. května 2017. První oficiální remix k písni byl vydán 16. května 2017.

## Vydání a propagace
Na 24. dubna 2017 zpěvačka rozeslala recept na „World's Best Cherry Pie“. Zpěvačka oznámila, že singl bude vydán o dva dny později. Capitol Records vydal ke stažení na 28. dubna 2017, jako druhý singl z jejího pátého studiového alba Witness.

## Žebříček úspěšnosti
| Země                                | Pozice (2017) |
| ----------------------------------- | ------------- |
| Austrálie (ARIA)                    | 35            |
| Argentina (iTunes)                  | 2             |
| Česko (Youtube)                     | 4             |
| Česko (iTunes)                      | 7             |
| Česko (Singles Digitál Top 100)     | 38            |
| Francie (SNEP)                      | 37            |
| Kanada (Billboard)                  | 39            |
| Německo (Official German Charts)    | 75            |
| Irsko (IRMA)                        | 46            |
| Itálie (FIMI)                       | 54            |
| Slovensko (iTunes)                  | 6             |
| Slovensko (Singles Digitál Top 100) | 30            |
| Nový Zéland Heatseekers (RMNZ)      | 2             |
| UK (Official Charts Company)        | 40            |
| US (BiIlboard)                      | 76            |